# پلی‌تک
پلی‌تک (انگلیسی: Playtech) شرکت نرم‌افزار بریتانیایی است، که در سال ۱۹۹۹ تأسیس شد.